# Alexander Beliavsky
Alexander Genrikhovich Beliavsky (tiếng Nga: Алекса́ндр Ге́нрихович Беля́вский, tiếng Ukraina: Олександр Генріхович Бєлявський; chữ Latinh: Belyavsky; sinh ngày 17 tháng 12 năm 1953) là một kỳ thủ cờ vua người Ukraina và Slovenia. Ông được FIDE trao tặng danh hiệu Đại kiện tướng vào năm 1975.
Beliavsky sinh ra ở Lviv, Liên Xô, nay là Ukraina. Từ năm 1994, ông sống ở Slovenia và chơi cho đội tuyển quốc gia của nước này.

## Sự nghiệp
Beliavsky đã giành chức vô địch cờ vua trẻ thế giới năm 1973 và vô địch cờ vua Liên Xô bốn lần (vào các năm 1974, 1980, 1987 và 1990).
Trong giải vô địch cờ vua thế giới 1982–84, ông đủ điều kiện tham dự Giải đấu Ứng viên, và chỉ để thua người thắng cuộc cuối cùng là Garry Kasparov ở tứ kết các trận đấu Ứng viên 1983. Beliavsky đã chơi ở vị trí cao nhất cho đội tuyển Liên Xô đã giành huy chương vàng tại Olympic Cờ vua năm 1984.

## Sách
- Beliavsky, Alexander; Mikhalchishin, Adrian (1995), Winning Endgame Technique, Batsford, ISBN 0-7134-7512-9
- Beliavsky, Alexander; Mikhalchishin, Adrian (1998). Fianchetto Grunfeld. Everyman Chess. ISBN 978-1-85744-204-5.
- Beliavsky, Alexander (1998), Uncompromising Chess, Cadogan, ISBN 1-85744-205-9
- Beliavsky, Alexander; Mikhalchishin, Adrian (1999), The Two Knights Defence, Batsford, ISBN 0-7134-8441-1
- Beliavsky, Alexander; Mikhalchishin, Adrian (2000), Winning Endgame Strategy, Batsford, ISBN 0-7134-8446-2
- Beliavsky, Alexander; Mikhalchishin, Adrian (2003), Modern Endgame Practice, Batsford, ISBN 0-7134-8740-2